# Bennie Krueger

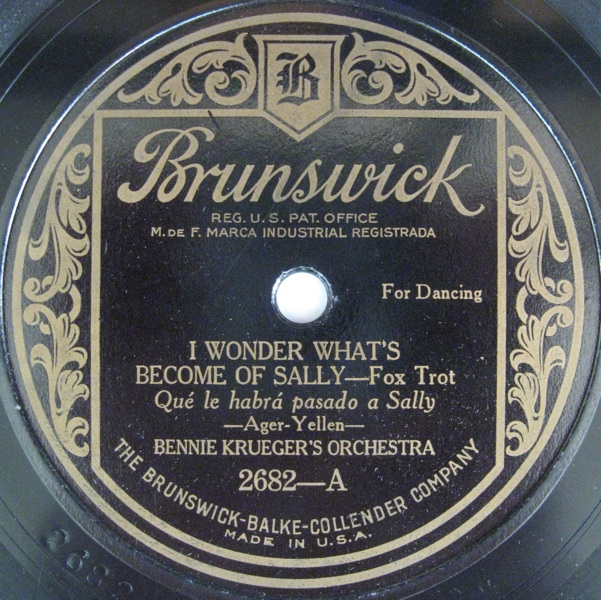
Grammofoonplaat van Bennie Krueger, "I Wonder What's Become of Sally", op Brunswick Records.

Bennie Krueger (Newark, 17 juli 1899 – Orange (New Jersey), 29 juli 1967) was een Amerikaanse altsaxofonist, componist en bigbandleider in de Chicago-jazz en populaire muziek.
Krueger speelde rond 1920 als saxofonist mee op verschillende platen van de Original Dixieland Jazz Band en was zo een van de eerste saxofonisten wier spel op de grammofoonplaat werd vastgelegd. Hierna richtte hij zelf een band op, waarmee hij in de jaren erna als theater- en vooral dansorkest speelde in Chicago. Met zijn groep nam hij ook talrijke platen op voor allerlei platenlabels (waaronder Brunswick en MCA), onder zijn eigen naam en verschillende pseudoniemen. Ook werkte hij voor radiostations. In de jaren dertig werkte hij als orkestleider voor Rudy Vallee en Bing Crosby. Krueger is medecomponist van de jazzstandard "Sunday".
- Bibliothèque nationale de France: cb13987415m (data)
- CiNii: DA18710436
- Gemeinsame Normdatei: 1175035610
- Library of Congress Control Number: no2004090990
- MusicBrainz: 6219740e-ca3a-4cc5-90a5-134d3e7ff2f7
- Nationale Bibliotheek van Israël: 987007347673205171
- Istituto Centrale per il Catalogo Unico: DDSV022842
- Virtual International Authority File: 74046687
- WorldCat: E39PBJgxrMDPPchFk8jV3vx4bd